# Reinøya (Vardø)
Pour les articles homonymes, voir Reinøya.
Reinøya est une île norvégienne de la municipalité de Vardø du comté de Finnmark. Sa superficie est de 1.15 km². Elle est à l'ouest de l'île norvégienne la plus à l'est : Hornøya.